# فرن وولز
فرن وولز (انگلیسی: Fran Vélez؛ زادهٔ ۲۳ ژوئن ۱۹۹۱) بازیکن فوتبال اهل اسپانیا است.
از باشگاه‌هایی که در آن بازی کرده‌است می‌توان به باشگاه خیمناستیک تاراگونا، باشگاه فوتبال ویسوا کراکوف، و باشگاه فوتبال آلمریا اشاره کرد.